# Alstonia
Alstonia R.Br., 1810 è un genere di piante arboree tropicali della famiglia delle Apocinacee.

Il nome è un omaggio al botanico scozzese Charles Alston (1683-1760).

## Tassonomia
Il genere comprende le seguenti specie:
- Alstonia actinophylla (A.Cunn.) K.Schum.
- Alstonia angustifolia Wall. ex A.DC.
- Alstonia angustiloba Miq.
- Alstonia annamensis (Monach.) Sidiyasa
- Alstonia balansae Guillaumin
- Alstonia beatricis Sidiyasa
- Alstonia boonei De Wild.
- Alstonia boulindaensis Boiteau
- Alstonia breviloba Sidiyasa
- Alstonia congensis Engl.
- Alstonia constricta F.Muell.
- Alstonia coriacea Pancher ex S.Moore
- Alstonia costata (G.Forst.) R.Br.
- Alstonia curtisii King & Gamble
- Alstonia deplanchei Van Heurck & Müll.Arg.
- Alstonia guanxiensis D.Fang & X.X.Chen
- Alstonia iwahigensis Elmer
- Alstonia lanceolata Van Heurck & Müll.Arg.
- Alstonia lanceolifera S.Moore
- Alstonia legouixiae Van Heurck & Müll.Arg.
- Alstonia lenormandii Van Heurck & Müll.Arg.
- Alstonia longifolia (A.DC.) Pichon
- Alstonia macrophylla Wall. ex G.Don
- Alstonia mairei H.Lév.
- Alstonia muelleriana Domin
- Alstonia neriifolia D.Don
- Alstonia odontophora Boiteau
- Alstonia parkinsonii (M.Gangop. & Chakrab.) Lakra & Chakrab.
- Alstonia parvifolia Merr.
- Alstonia penangiana Sidiyasa
- Alstonia pneumatophora Baker ex Den Berger
- Alstonia quaternata Van Heurck & Müll.Arg.
- Alstonia rostrata C.E.C.Fisch.
- Alstonia rubiginosa Sidiyasa
- Alstonia rupestris Kerr
- Alstonia scholaris (L.) R. Br.
- Alstonia sebusi (Van Heurck & Müll.Arg.) Monach.
- Alstonia spatulata Blume
- Alstonia spectabilis R.Br.
- Alstonia sphaerocapitata Boiteau
- Alstonia venenata R.Br.
- Alstonia vieillardii Van Heurck & Müll.Arg.
- Alstonia vietnamensis D.J.Middleton
- Alstonia yunnanensis Diels

## Usi
La sua importanza deriva dall'ottimo legname e dai prodotti (guttaperca e pseudogomma) che si ricavano dalle varie specie.

È anche un genere medicinale, poiché le cortecce possiedono proprietà antipiretiche e antielmintiche.

Alcune specie sono coltivate in Europa in serra, a scopo ornamentale.